# Смиківці
Смиківці́ — село в Україні, у Великоборківській  селищній громаді Тернопільського району Тернопільської області. Розташоване на річці Гніздечна, у центрі району. До 2020 - адміністративний центр однойменної сільської ради.
Населення — 1343 особи (2021).

## Історія
Поблизу села виявлено археологічні пам'ятки середнього та пізнього палеоліту, висоцької культури.
Перша писемна згадка — 1545.
1 серпня 1934 року в рамках реформи на підставі нового закону про самоуправління (23 березня 1933 року) село увійшло до новоствореної сільської гміни Великі Бірки (Тернопільський повіт Тернопільського воєводства).
Діяли «Просвіта», «Луг», «Рідна школа» та інші товариства, кооператива.

## Населення
Згідно з переписом УРСР 1989 року чисельність наявного населення села становила 1033 особи, з яких 476 чоловіків та 557 жінок.
За переписом населення України 2001 року в селі мешкали 1032 особи.

### Мова
Розподіл населення за рідною мовою за даними перепису 2001 року:
| Мова       | Відсоток |
| ---------- | -------- |
| українська | 99,42 %  |
| російська  | 0,48 %   |
| молдовська | 0,10 %   |

## Пам'ятки

Пам’ятник Т.Шевченку скульптор І. Мердак

Є церква Різдва Пречистої Діви Марії (1820, кам'яна; добудована 1915), каплиця поблизу джерела (2004).
Встановлено пам'ятний хрест на честь скасування панщини, насипано символічну могилу Борцям за волю України (1992).
У неділю 5 вересня 2010 р. урочисто відкрито пам'ятник Тарасові Шевченку роботи заслуженого майстра народної творчості України, скульптора Івана Мердака.
Є гідрологічна пам'ятка природи місцевого значення Джерело Різдва Пресвятої Богородиці.

## Соціальна сфера
Працюють ЗОШ 1-2 ступ., клуб, бібліотека, ФАП, 2 відділення пошти, торгові заклади.

## Релігія
Є Церква Різдва Пресвятої Богородиці, мурована — найдавніший християнський храм у селі, належить до Великобірківського протопресвітеріату, Тернопільсько-Зборівської архієпархії УГКЦ. Храмове свято припадає на 21 вересня. Адміністратором храму Святого Миколая до 28 квітня 2015 року був о. Василь Деркач.
З 28 квітня 2015 року адміністратором парафії призначений о. Євген Флиста. Введення нового священика на парафію очолив декан Великобірківський — о. Василь Брегін 1 травня того ж року. Першу Св. Літургію, у с. Смиківці священик Євген відслужив 3 травня (неділя). О. Євген народився 6 березня 1989 року в с. Великий Глибочок, Тернопільського району. 3 листопада 2013 року о. Євген був рукоположений у сан священика з рук Митрополита і Архиєпископа Василія (Семенюка) у рідному селі.
з 16 жовтня 2023 року адміністратором парафії Різдва Пресвятої Богородиці с. Смиківці є о. Андрій Олійников, який до цього виконував уряд: 
адміністратор Парафії Воскресіння Господнього с. Загірʼя Залозецького протопресвітеріату 2011-2020 ро.  
Капелан Залозецької Лікарні 2011-2023 рр. 
Сотрудник Парафії Положення Чесної Ризи Пресвятої Богородиці м. Тернополя Східний протопресвітеріат 2020-2023рр.  
Капелан перинатального центру «Мати і дитина» м. Тернопіль 2020 -… . ) 

## Відомі люди

### Народилися
- Г. Вербицька — одна з праведників народів світу[7].
- В.-В. Ґавліч — священик, василіянин, доктор філософії і богослов'я, громадський діяч, письменник.
- Гуменний Микола (1969—2024) — український військовик, учасник російсько-української війни[8].
- Роман Дячун «Марко» —  районний референт  СБ ОУН.
- Лілія Проць (нар. 1974) — українська спортсменка, громадська діячка.
- Андрій Олійников (О. Андрій) - сільський священник.

## Галерея

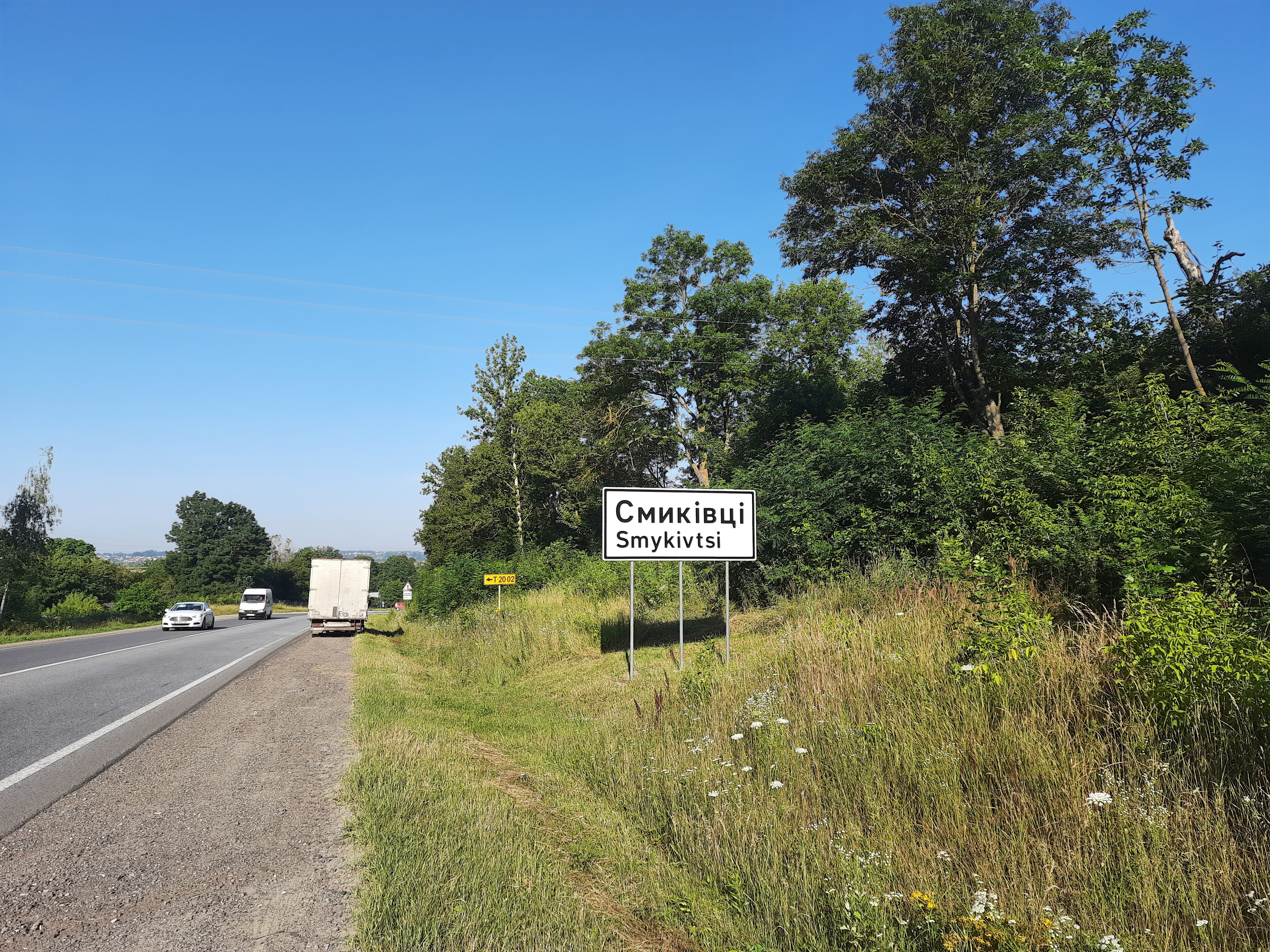
Дорожній знак при в'їзді в село
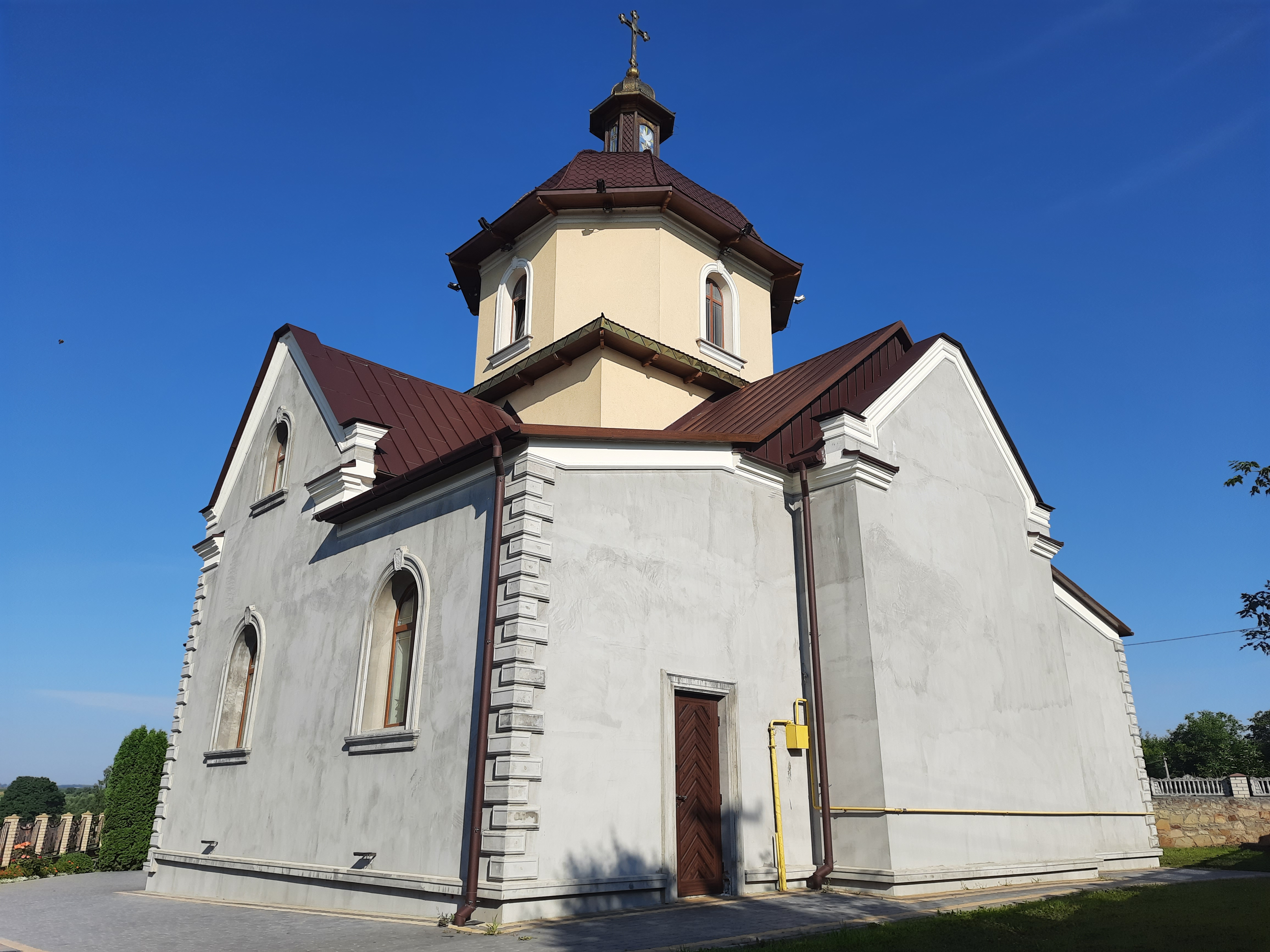
Церква Різдва Пресвятої Богородиці
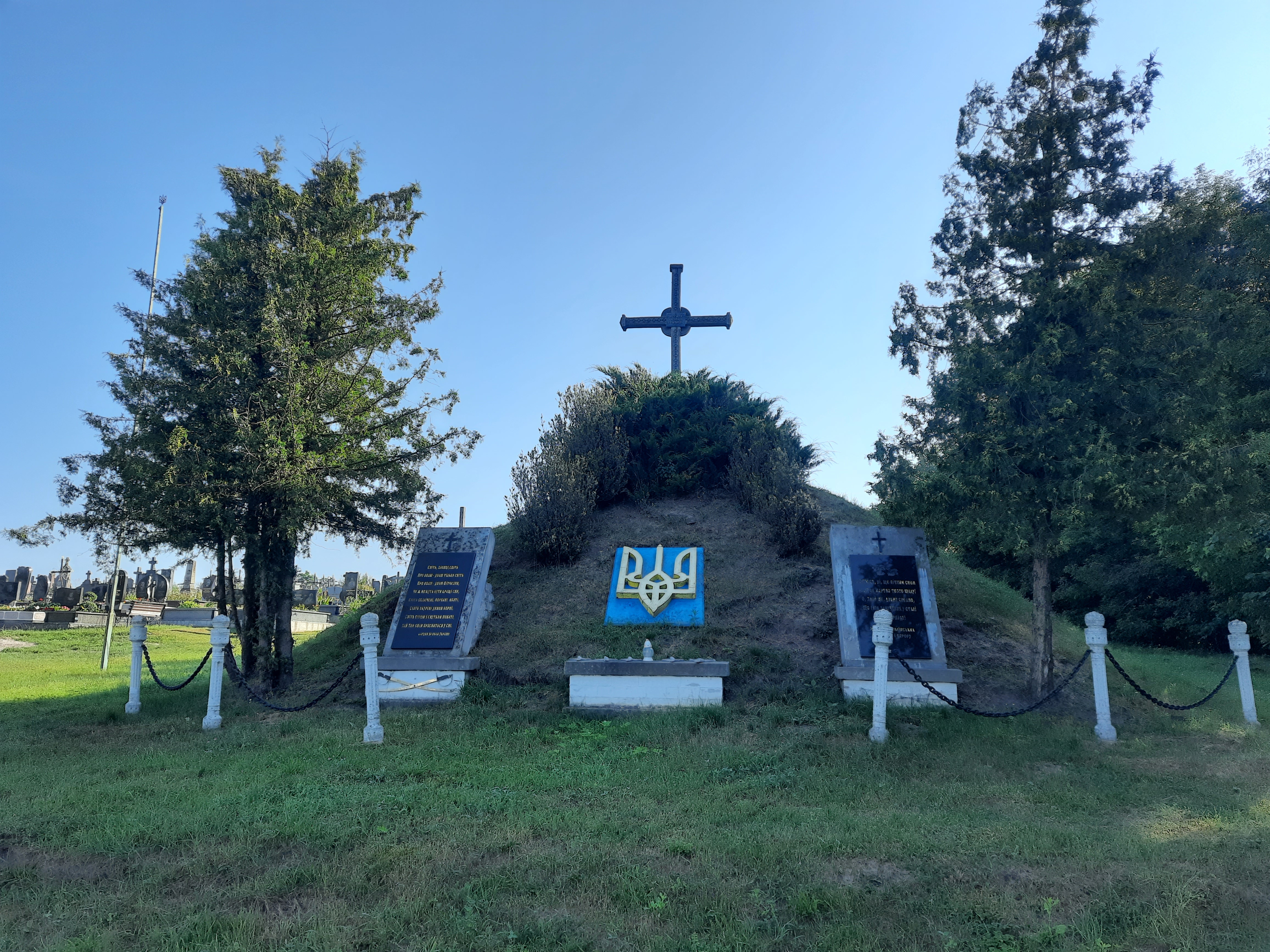
Символічна могила Борцям за волю України

## Книги про село
- Іщук (Денисюк) С. В. Смиківці: село, в якому живемо / С. В. Іщук (Денисюк). — Київ: «Майдан», 2015. — 280 с. Іл. ISBN 978-966-457-127-Х.